# Neuroth International
Die Neuroth International AG – die Neuroth-Gruppe – ist ein österreichisches Hörakustikunternehmen (u. a. Hörgeräte, Gehörschutz, Kinderakustik und Medizintechnik) mit europaweitem Hauptsitz in Graz. Das internationale Supply Center (u. a. Produktion, Labor und Logistik) der Neuroth-Gruppe befindet sich in Lebring (Steiermark/Österreich). Insgesamt betreibt das 1907 gegründete Familienunternehmen Neuroth rund 280 Filialen (Fachinstitute bzw. Hörcenter) in Österreich, der Schweiz, Liechtenstein, Deutschland, Slowenien, Kroatien, Serbien sowie Bosnien-Herzegowina und beschäftigt europaweit rund 1.300 Mitarbeiter.

## Geschichte
Paula Neuroth, die selbst von Geburt an an einer Schwerhörigkeit litt, erhielt während einer Dienstreise ihres Mannes von ihrem Mann einen 20 kg schweren Tisch-Hörapparat. Wieder zurück in Wien beschloss sie, anderen Leidensgenossen dieselbe Hilfe zukommen zu lassen.
Am 13. Dezember 1907 gründete Paula Neuroth gemeinsam mit ihrem Mann Johann August Neuroth das erste „Spezialhaus für Schwerhörigenapparate“. Das Geschäft in der Mariahilfer Straße ist auch heute noch Standort eines Fachinstitutes von Neuroth. Da das Ehepaar Paula und Johann August Neuroth kinderlos blieb, trat 1927 ihr Neffe August Carl Neuroth in das Unternehmen ein und erhielt es.
Nach dem Tod ihres Vaters übernahm 1979 Waltraud Schinko-Neuroth die Leitung des Betriebes. Zu diesem Zeitpunkt hatte Neuroth acht Mitarbeiter. 2003 wurde das erste Hörcenter in der Schweiz eröffnet, 2008 erschloss Neuroth den slowenischen Markt. 2011 folgte die Eröffnung des ersten Hörcenters in Kroatien. 2013 expandierte das Unternehmen nach Deutschland. 2020 folgte der Schritt nach Serbien und 2022 wurde in Bosnien-Herzegowina das 1. Hörcenter eröffnet. Ihre europaweite Unternehmenszentrale hat die Neuroth-Gruppe seit 2013 in Graz. Der frühere langjährige Hauptsitz des Familienunternehmens in Schwarzau im Schwarzautal (Südoststeiermark) wurde zum europaweiten Technik- und Logistikcenter ausgebaut.
Im September 2019 wurde von der Unternehmensleitung bekannt gegeben, dass die am Standort Schwarzau im Schwarzautal (Südoststeiermark) befindliche Betriebsstätte bis 2021 an einen noch zu bestimmenden künftigen Standort mit guter Verkehrsanbindung nahe Leibnitz oder Graz verlegt werde. An dem neuen Standort in zentraler Lage der Steiermark könne das Technik- und Logistikcenter wesentlich erweitert und für künftige Erfordernisse flexibel gestaltet werden. Am 12. Februar 2020 wurde bekannt gegeben, dass die Übersiedlung nach Lebring in die ehemalige Isovoltaic-Zentrale bereits im Sommer und mit allen 190 Mitarbeitern erfolgen soll. Im Sommer 2020 erfolgte schließlich die offizielle Eröffnung des neuen Supply Centers. Auf rund 3.700 Quadratmetern werden in erster Linie sogenannte Otoplastiken (Ohrpassstücke) für individuelle Hörgeräte und Gehörschutz-Lösungen mittels 3D-Druck und Handarbeit gefertigt – es ist eines der größten Hörakustik-Labore Europas.
Im Oktober 2011 übergab Waltraud Schinko-Neuroth die Unternehmensleitung an ihren jüngsten Sohn, Lukas Schinko, der seitdem CEO der Neuroth-Gruppe (Neuroth International AG) ist. Das Unternehmen wird damit in der vierten Generation von der Familie geführt. Aufsichtsratsvorsitzender ist mit Gregor Schinko auch ein Familienmitglied.
2024 erwarb die Neuroth-Gruppe vom Migros-Genossenschafts-Bund die Misenso AG, ein auf Hörgeräteakustik und Augenoptik spezialisiertes Unternehmen mit schweizweit 25 Filialen.

## Produkte
- Hörgeräte (Im-Ohr-Hörgeräte, Hinter-dem-Ohr-Hörgeräte)
- Gehörschutz (verschiedene Produkte für Industriearbeiter und Arbeiter in einer lärmbelasteten Umgebung, Motorrad- und Cabriofahrer, Wassersport/Schwimmen, Schlaf, Musiker und Konzertbesucher, Jagd, Freizeit)
- Hörberatung
- Hörgeräte-Zubehör
- Kinderakustik
- Medizintechnik (Ausstattung von HNO-Arbeitsplätzen, Audiometrie und Tympanometrie, Otoakustische Emissionen, Chirurgische Instrumente, HF-Chirurgie, Chirurgische Sauggeräte, Sauggeräte für den Pflegebereich, Stimmanalysesysteme, Desinfektion/Sterilisation, Stroboskope/Video-Stroboskope, Mikroskope, Endoskope/Video-Endoskope, Video-Nystagmographie)

## Neuroth Academy
Neuroth betreibt am Standort Lebring eine eigene Aus- und Weiterbildungsakademie für Mitarbeiter (v. a. Hörakustiker) – die Neuroth Academy. Diese wurde ursprünglich im Jahr 2000 als "Sound Academy" am früheren Firmensitz in Schwarzau im Schwarzautal gegründet. 2009 ist diese an einen eigenen Standort nach Gleisdorf (Steiermark/Österreich) übersiedelt. Seit 2021 ist die hauseigene Akademie auch am Standort Lebring beheimatet. Rund zwei Drittel der Ausbildungstage entfallen auf die fachliche Aus- und Weiterbildung der Hörakustiker. Ein Drittel bezieht sich auf Kundenberatung, Kommunikation, Teamtraining, EDV- und Sprachkurse sowie Fachseminare für die Verwaltung.

## Auszeichnungen (Auszug)
- zahlreiche „Green Panther“: zuletzt 2019
- „CCA Venus“ 2015 in Bronze ("Editorial & Communication Design")
- Cannes 2009: Löwe in Silber in der Subkategorie „Healthcare & Medical“, Löwe in Bronze für „Best Use of Digital Media including mobile devices“
- Superbrand 2006/07
- „CCA Venus“ 2005 in Silber
- „CCA Venus“ 2006 in Silber
- „EFFIE“ 2001 und 2023 in Gold